# 羅平金線魮
羅平金線魮（学名：Sinocyclocheilus luopingensis）为輻鰭魚綱鯉形目鲤科金线鲃属的其中一種，該物種分布於亞洲中國雲南省曲靖市羅平縣，棲息在中底層水域。

## 扩展阅读
維基物種上的相關：羅平金線魮